# Macrolabis brunellae
Macrolabis brunellae är en tvåvingeart som beskrevs av Tavares 1907. Macrolabis brunellae ingår i släktet Macrolabis och familjen gallmyggor. Inga underarter finns listade i Catalogue of Life.